# Antocijanin 5-aromatična aciltransferaza
Antocijanin 5-aromatična aciltransferaza (EC 2.3.1.153) je enzim sa sistematskim imenom hidroksicinamoil-KoA:antocijanidin 3,5-diglukozid 5-O-glukozid-6'-O-hidroksicinamoiltransferaza. Ovaj enzim katalizuje sledeću hemijsku reakciju
hidroksicinamoil-KoA + antocijanidin-3,5-diglukozid {\displaystyle \rightleftharpoons } KoA + antocijanidin 3-glukozid-5-hidroksicinamoilglukozid
Ovaj enzim prenosi hidroksicinamoilnu grupu samo na C-5 glukozid antocijanina. Malonil-KoA ne može da deluje kao donor.

## Literatura
- Nicholas C. Price; Lewis Stevens (1999). Fundamentals of Enzymology: The Cell and Molecular Biology of Catalytic Proteins (Third изд.). USA: Oxford University Press. ISBN 019850229X.
- Eric J. Toone (2006). Advances in Enzymology and Related Areas of Molecular Biology, Protein Evolution (Volume 75 изд.). Wiley-Interscience. ISBN 0471205036.
- Branden C; Tooze J. Introduction to Protein Structure. New York, NY: Garland Publishing. ISBN 0-8153-2305-0.
- Irwin H. Segel. Enzyme Kinetics: Behavior and Analysis of Rapid Equilibrium and Steady-State Enzyme Systems (Book 44 изд.). Wiley Classics Library. ISBN 0471303097.

## Spoljašnje veze
- Anthocyanin+5-aromatic+acyltransferase на 